# Iole crypta
El bulbul oliváceo (Iole crypta) es una especie de ave paseriforme de la familia Pycnonotidae propia del sudeste asiático.

## Distribución y hábitat
Se encuentra en el sudeste asiático distribuido por el sureste de Birmania, el sur de Tailandia, la península malaya, Sumatra y las islas aledañas. Su hábitat natural son los bosques húmedos de las tierras bajas subtropicales o tropicales. Está considerado como especie casi amenazada por la pérdida de hábitat.